# Kanári sárkányfa

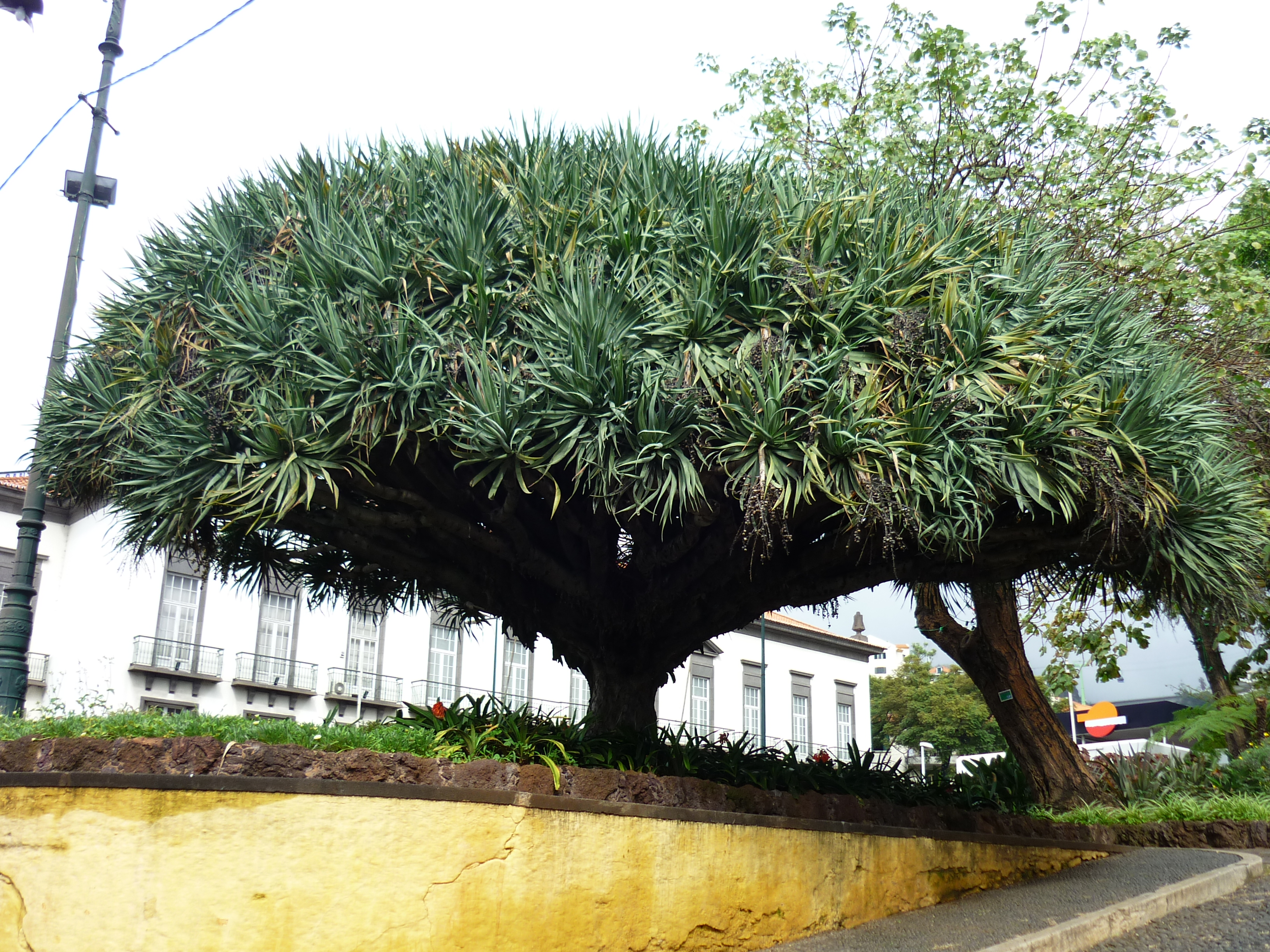
Madeira, Funchal

A kanári sárkányfa (sárkányvérfa, Dracaena draco) a spárgafélék (Asparagaceae) családjának sárkányfa (Dracaena) nemzetségébe tartozó növényfaj. Különleges formája miatt a képen is látható „ezeréves sárkányfa” a Kanári-szigetek (Tenerife) jelképévé vált. A fagymentes területeken kedvelt kerti dísznövény, botanikus kertekben is gyakran mutatják be. Ez a növényi szimbóluma a természetvédelmi területnek Tenerife szigetén.

## Elterjedése
A szubtrópusi éghajlatot kedvelő sárkányvérfa a babérlombú erdők alsó szintjének, az úgynevezett cserje formációnak leggyakoribb fája a Kanári-szigeteken, a Zöld-foki Köztársaság területén, Madeirán, az Azori-szigeteken és lokálisan reliktum fajként Dél-Marokkó nyugati partvidékén. Valaha jóformán egybefüggő sárkányfaerdő borította Porto Santo szigetét is, ez azonban a helytelen erdőgazdálkodás eredményeként kipusztult.

## Rendszerezés
Alfajai
- Dracaena draco ssp. draco
- Dracaena draco ssp. ajgal (Benabid & Cuzin)

A dél-marokkói refúgiumban, egy szűk sziklaszurdok párkányaiban talált, kb. 100 egyedből álló állomány termései szabálytalan alakúak, csak 1-2 magot tartalmaznak. Ezért külön alfajként (ajgal, berber nyelven sárkányvérfa) írták le.
A Kanári-szigetek legnagyobbikán, Gran Canarián élő sárkányvérfákat néha külön fajként írják le, Dracaena tamaranae néven.

## Jellemzői
Az egyszikű fa fiatalkorában egyetlen szürke, sima felületű, később többszörös, szivacsos-rostos törzset növeszt. 12 méternél ritkán nő magasabbra, vastag levelei jellegzetes ernyőformájú lombot alkotnak. Lassan növekszik, tízévente mintegy egy métert.
Üstökben álló, fehér vagy vöröses szegélyű, kardszerű levelei 3–5 cm szélesre és 40–60 cm hosszúra nőnek, a végük gyakran igen hegyes. A levéllemez sötétzöld vagy szürkészöld színű. Illatos, krémfehér virágai kora nyáron nyílnak. A kétivarú virágokban 6 porzó- és 3 termőlevél található, a 6 lepellevél rövid, harang alakú csővé forrt össze.
A növények törzse első virágzásukig (15-30 éves korukig) magányos, az elágazások a hajtáscsúcson hatalmas, elágazó fürtökben növő virágzat elszáradása, majd lehullása után alakulnak ki. A keletkező 5-10 új hajtás mind saját végálló üstököt, levélcsokrot növeszt, az így kialakuló elágazások alakítják ki a sárkányvérfa sajátos, ernyőszerű lombkoronáját. Az 1-3 magvú, gömb (illetve az ajgal alfajé szabálytalan) alakú, sárga bogyótermés nyár végére ér be. A 6–8 mm-es, világosbarna magok 25 °C-on két hónap alatt kicsíráznak.
Elvirágzás után a törzset megcsapolva a sárkányvérfából (és a szokotrai sárkányfából is) cinóbervörös nedv – úgynevezett sárkányvér – nyerhető ki. Ezt gyantaanyagai miatt többek között a bútoriparban pácoláshoz vagy lakkokban használták. Emellett a szépségiparban is előszeretettel alkalmazzák, az antioxidáns (proanthocyanidin) és a csersav tartalma, illetve a gyanta gyulladáscsökkentő hatása miatt.

### Törzse
A sárkányvérfára az egyszikűek között ritkaságként jellemző, hogy hajtásainak merisztémája a növény egész élete során osztódik, a növény másodlagos megvastagodásra képes. Az itt fellépő speciális növekedési formát „dracaenoid” megvastagodásnak nevezik: a kéreg alatti merisztéma befelé, a törzs tengelye irányában termeli a szállítónyalábok és az alapszövet elemeit.
Lassú növekedésük miatt a másodlagosan vastagodó, elágazó törzsű üstökösfák közepes vagy kis termetűek maradnak. Egyes példányaik akár ezer évig is elélhetnek. Koruk nehezen becsülhető, mivel a szivacsos-rostos szerkezetű törzs nem képez évgyűrűket; az életkor meghatározásában a virágzások gyakorisága (évesnél ritkább), illetve az elágazások számára szolgálhat támpontul.
A képen is látható, Icod de los Vinos városban található „ezeréves sárkányfa” (lehet, hogy kora csak 5-600 év) Tenerife szigetének egyik fő nevezetessége. A 19. században élt még ennél is nagyobb példány kerülete 14,8 m, magassága 23,5 m volt. Mivel már a sziget spanyol meghódításakor (1492) is ilyen vastag volt, a híres természettudós, Alexander von Humboldt korát néhány (5-6) ezer évesre becsülte. 1868-ban egy hatalmas vihar pusztította el.

## Termesztése
A tűző napot és a szárazságot jól tűri, de dísznövényként tavasztól őszig rendszeresen öntözni kell. A kavicsos, homokos, jó vízáteresztő talajt kedveli.